# Delphacodes basivitta
Delphacodes basivitta är en insektsart som först beskrevs av Van Duzee 1909.  Delphacodes basivitta ingår i släktet Delphacodes och familjen sporrstritar. Inga underarter finns listade i Catalogue of Life.